# 松浦篤志
松浦 篤志（まつうら あつし、1968年5月10日 - ）は、長野県塩尻市出身の日本人ギタリスト。現在はフィリピン在住。

## 経歴
ザ・ドーン元メンバー。当時フィリピンに駐在していた日本人の子供のための専属学校であるマニラ日本人学校に通っていた。後に高校入学のために日本に戻り、翌年マニラのインターナショナルスクールに転校し、1986年卒業。再び日本に戻り、東京の上智大学に進学。
祖父はヴァイオリニスト、母親はピアニストであったため松浦にとっては音楽は自然なものであった。7歳からピアノを習い、11歳までエレクトーン（ヤマハエレクトリックオルガン）教室に通う。コース修了まで残り1レッスンの時に興味がギターに移った。12歳の頃に最初のエレキギターを所有した。また、ドラムのレッスンを受けた後も楽器を演奏することにこだわっていた。